# The Omni-American Book Club
The Omni-American Book Club (My Journey Through Literature in Music) ist ein Jazzalbum der Brian Lynch Big Band. Das Doppelalbum erschien 2019 auf dem eigenen Label Hollistic MusicWorks.

## Hintergrund
Brian Lynchs erstes Big-Band-Album The Omni-American Book Club, mit dem Untertitel „Meine Reise durch die Literatur in der Musik“, widmet sich einer Reihe von Schriftstellern, vor allem in den Bereichen Gerechtigkeit und Bürgerrechte, die Lynch intellektuell und musikalisch geformt haben. Zu diesem Zweck hat er seine Band neben seinem regulären Ensemble um eine Reihe bekannter Gastmusiker erweitert, darunter die Saxophonisten Donald Harrison, David Liebman und Jim Snidero sowie die Schlagzeuger Dafnis Prieto, der Flötist Orlando Valle und die Geigerin Regina Carter. Sein Ensemble besteht aus einer Besetzung, zu der Lynchs Lehrkollegen an der Frost School of Music der University of Miami, Studenten und Alumni der Frost University gehören.

## Titelliste
- Brian Lynch Big Band: The Omni-American Book Club: My Journey Through Literature in Music (Hollistic MusicWorks, HMW 20/21)

CD1
1. Crucible for Crisis
2. The Struggle Is in Your Name
3. Affective Affinities
4. The Trouble with Elysium
5. Inevitability and Eternity
6. Tribute to Blue (Mitchell)

CD2
1. Opening Up
2. Africa My Land
3. Woody Shaw
4. The Struggle Is in Your Name (extended version)
5. Woody Shaw (extended version)

## Rezeption
Das Album erhielt 2020 den Grammy in der Kategorie Best Large Jazz Ensemble Album. Für seine Komposition „Crucible for Crisis“ wurde Lynch auch in der Grammy-Kategorie Best Instrumental Composition nominiert.
Jack Bowers (All About Jazz) bewertete das Album mit 4½ (von fünf) Sternen und meinte, so wichtig die Präsenz der zahlreichen (Gast)musiker sei, so entscheidend seien doch Lynchs herausragende Kompositionen und Arrangements. Das Werk sei in jeder Hinsicht erhaben; seine Songs seien gut und elegant, geschmackvoll und swingend.
Nach Ansicht von Ed Enright, der das Album im Down Beat rezensierte, verbinde Brian Lynchs erstes Big-Band-Album die lebenslange Leidenschaft des Trompeters für das Lesen mit seiner weitreichenden Vision als Komponist und Arrangeur. Auch wenn Omni-American Book Club durch Lynchs tiefes Interesse an afroamerikanischer Literatur und sozialer Gerechtigkeit offenbare, müsse man die Autoren W.E.B. DuBois, Albert Murray, Ned Sublette, Naomi Klein, Mascha Gessen, Isabel Wilkerson, Ralph Ellison, Chinua Achebe, Amiri Baraka und A. B. Spellman nicht kennen, um diese afro-karibisch geprägte Sammlung mit auffallend frischen, aufwendig arrangierten Originalkompositionen in vollen Zügen zu genießen. Die Musik besteche durch „unerbittliche Grooves, funkelndes Zusammenspiel der Ensembles und berstende Soli, die den Hörer zu einem aufregenden Nervenkitzel anregen, der von furchtlosen Intellektuellen inspiriert ist, deren geschriebene Werke einen lebensverändernden Effekt auf diesen sozial-bewussten Bandleader hatten.“